# Nigel Newton
Nigel Newton, né le 16 juin 1955, est un directeur de publication britannique, fondateur de la maison Bloomsbury Publishing.

## Biographie
Né à San Francisco, Nigel Newton étudie la littérature anglaise à l'université de Cambridge. Il entre ensuite chez l'éditeur Macmillan où il devient chef des ventes.
En 1986, avec un investissement initial de moins de 2 millions de livres sterling, il fonde à Londres la maison Bloomsbury Publishing, adoptant la marque en hommage au Bloomsbury Group. En à peine dix ans, il transforme cette maison en un groupe international grâce au succès de la série Harry Potter qu'il est le premier à accepter de publier en 1997, grâce à son directeur du département jeunesse, Barry Cunningham.
En 2020, La Foire du livre de Londres, lui décerne le LBF Lifetime Achievement Award, qui salue l'ensemble d'une carrière dans l'édition.